# Gole di San Venanzio (Abruzzo)
Le Gole di San Venanzio sono delle gole, situate in Abruzzo, nella bassa provincia dell'Aquila, nel territorio del comune di Raiano, che raccordano la bassa Valle dell'Aterno con l'inizio della Val Pescara. Sono attraversate dal basso corso del fiume Aterno, in esse è compresa l'omonima riserva naturale e sono poste poco più a nord-ovest delle Gole di Popoli, sotto il versante nord-est del Monte Urano, margine meridionale della Valle Subequana.
L'omonima riserva coincide in larga parte con l'omonimo sito di interesse comunitario e costituisce un corridoio ecologico di primaria importanza tra il parco nazionale della Maiella e il parco naturale regionale Sirente-Velino, ospitando un ricco ed importante patrimonio di biodiversità. L'uscita del fiume Aterno dalle gole, contraddistinta dallo spettacolare e suggestivo eremo di San Venanzio, segna il passaggio alla fertile e verdeggiante pianura alluvionale, caratterizzata da terreni coltivati e da zone boscose di natura ripariale.